# الإدارة المصرية لقطاع غزة
بدأت الإدارة المصرية لقطاع غزة من قبل الجمهورية العربية المتحدة في عام 1959، عقب حلّ حكومة عموم فلسطين، التي كانت تحكم قطاع غزة كمنطقة تابعة للمملكة المصرية منذ حرب 1948، ثم دمجها مع الجمهورية العربية المتحدة.
أسفرت اتفاقات الهدنة لعام 1949، التي أنهت الحرب العربية الإسرائيلية، عن ترسيم الخط الأخضر كخط هدنة بين إسرائيل والدول العربية، مما ترك المملكة المصرية تسيطر على شريط ضيق من الأراضي التي استولت عليها وقامت بإدارتها بعد الانتداب البريطاني على فلسطين، وهو ما يُعرف بـقطاع غزة. وخلال هذه الفترة، تم إنشاء حكومة عموم فلسطين ضمن حماية عموم فلسطين، وهي حكومة تابعة للإدارة المصرية استمرت حتى عام 1959، أي بعد عام واحد من اندماج جمهورية مصر (1953–1958) مع الجمهورية السورية الثانية لتشكيل دولة ذات سيادة واحدة تُعرف باسم الجمهورية العربية المتحدة.
وقد خضعت غزة لفترة وجيزة للاحتلال الإسرائيلي خلال حرب العدوان الثلاثي عام 1956، قبل أن تنتهي الإدارة المصري بالكامل خلال حرب الأيام الستة عام 1967، والتي أسفرت عن الاحتلال الإسرائيلي للقطاع وتأسيس الحكم العسكري الإسرائيلي فيه.
على الرغم من أن الرئيس المصري جمال عبد الناصر، قد حلّ حكومة عموم فلسطين نهائيًا عام 1959، إلا أن هذه الحكومة كانت منذ تأسيسها عام 1948 رمزية إلى حد كبير، لكنها مع ذلك حظيت باعتراف دبلوماسي من معظم دول جامعة الدول العربية. ومنذ توقيع معاهدة السلام بين مصر وإسرائيل عام 1979، بات الموقف الرسمي المصري يدعم إنشاء دولة فلسطينية مستقلة تشمل قطاع غزة إلى جانب الضفة الغربية الخاضعة للاحتلال الإسرائيليوعاصمتها القدس الشرقية.

## الخلفية

### الانتداب البريطاني
بعد الحرب العالمية الأولى، منحت عصبة الأمم المملكة المتحدة سلطة الانتداب على فلسطين، والذي كان يتكون من أراضٍ كانت تتبع الدولة العثمانية سابقًا، بما في ذلك قطاع غزة. تم تأكيد ما عُرف لاحقًا باسم فلسطين تحت الانتداب البريطاني رسميًا من قبل مجلس عصبة الأمم في 24 يوليو 1922، ودخل حيز التنفيذ في 26 سبتمبر 1923.

### حرب 1948
في 15 مايو 1948، وبعد أكثر من ثلاث سنوات من نهاية الحرب العالمية الثانية في أوروبا، انتهى الانتداب البريطاني على فلسطين. وقبل ذلك، في 29 نوفمبر 1947، وافقت الجمعية العامة للأمم المتحدة على خطة التقسيم لعام 1947 لتقسيم فلسطين إلى دولتين، إحداهما يهودية والأخرى عربية. اندلعت على اثر ذلك حرب التطهير العرقي 1947–1948 في فلسطين الانتدابية كرد فعل على الخطة. وفي 14 مايو 1948، أصدر ديفيد بن غوريون إعلان قيام دولة إسرائيل، وفي اليوم التالي أعلنت جيوش مصر والأردن وسوريا الحرب وغزت البلاد، بمساعدة جنود من المملكة الهاشمية العراقية، لتبدأ بذلك حرب 1948. حققت مصر تقدمًا في المراحل الأولى من الحرب، لكن جيش الدفاع الإسرائيلي عكس هذا التقدم في ديسمبر 1948 خلال "عملية حوريب"، حيث طُرِدَت القوات المصرية من صحراء النقب وحوصرت في قطاع غزة، ما أجبر مصر على الانسحاب وقبول وقف إطلاق النار. وفي 7 يناير 1949، تم التوصل إلى هدنة، وانسحبت القوات الإسرائيلية من سيناء وغزة، تاركة السيطرة عليهما لمصر.

### الحماية الفلسطينية التابعة لمصر (1948–1959)
كانت حكومة عموم فلسطين كيانًا أنشأته جامعة الدول العربية في 22 سبتمبر 1948 خلال حرب 1948، بغرض توفير إدارة فلسطينية لفلسطين. وبعد الحرب، أصبح قطاع غزة هو الإقليم الوحيد من الأراضي التي كانت تحت الانتداب والتي خضعت لحكم حكومة عموم فلسطين. ومع ذلك، تم نقل أعضاء الحكومة إلى القاهرة، ولم يكن لهم تأثير يُذكر في قطاع غزة.
في 24 فبراير 1949، تم توقيع اتفاقية الهدنة بين مصر وإسرائيل في رودس. ووفقًا للاتفاقية، تم ترسيم خط الهدنة على طول الحدود الدولية (المؤرخة من عام 1906)، باستثناء المنطقة القريبة من البحر الأبيض المتوسط، حيث ظلت المملكة المصرية تسيطر على شريط من الأرض على الساحل، عُرف لاحقًا باسم قطاع غزة. (انظر اتفاقات الهدنة 1949.)

وفقًا لـ آفي شلايم:
التناقض بين طموحات حكومة عموم فلسطين وقدراتها سرعان ما خفضها إلى مستوى المهزلة. فقد ادعت الولاية على كامل فلسطين، لكنها لم تكن تمتلك إدارة أو خدمة مدنية أو أموالًا أو جيشًا حقيقيًا خاصًا بها. حتى في الجيب الصغير المحيط بمدينة غزة، كان نفوذها قائمًا فقط بفضل السلطات المصرية. واستغلت مصر اعتماد الحكومة الجديدة عليها من أجل التمويل والحماية، لتستخدمها كأداة لإضعاف ادعاء عبد الله في تمثيل الفلسطينيين في الجامعة العربية والمحافل الدولية. وبينما ظهرت هذه الحكومة كجنين دولة فلسطينية مستقلة، إلا أنها ومنذ ولادتها لعبت دور كرة تنس في الصراع المستمر على السلطة بين القاهرة وعمان.

#### العدوان الثلاثي (1956)

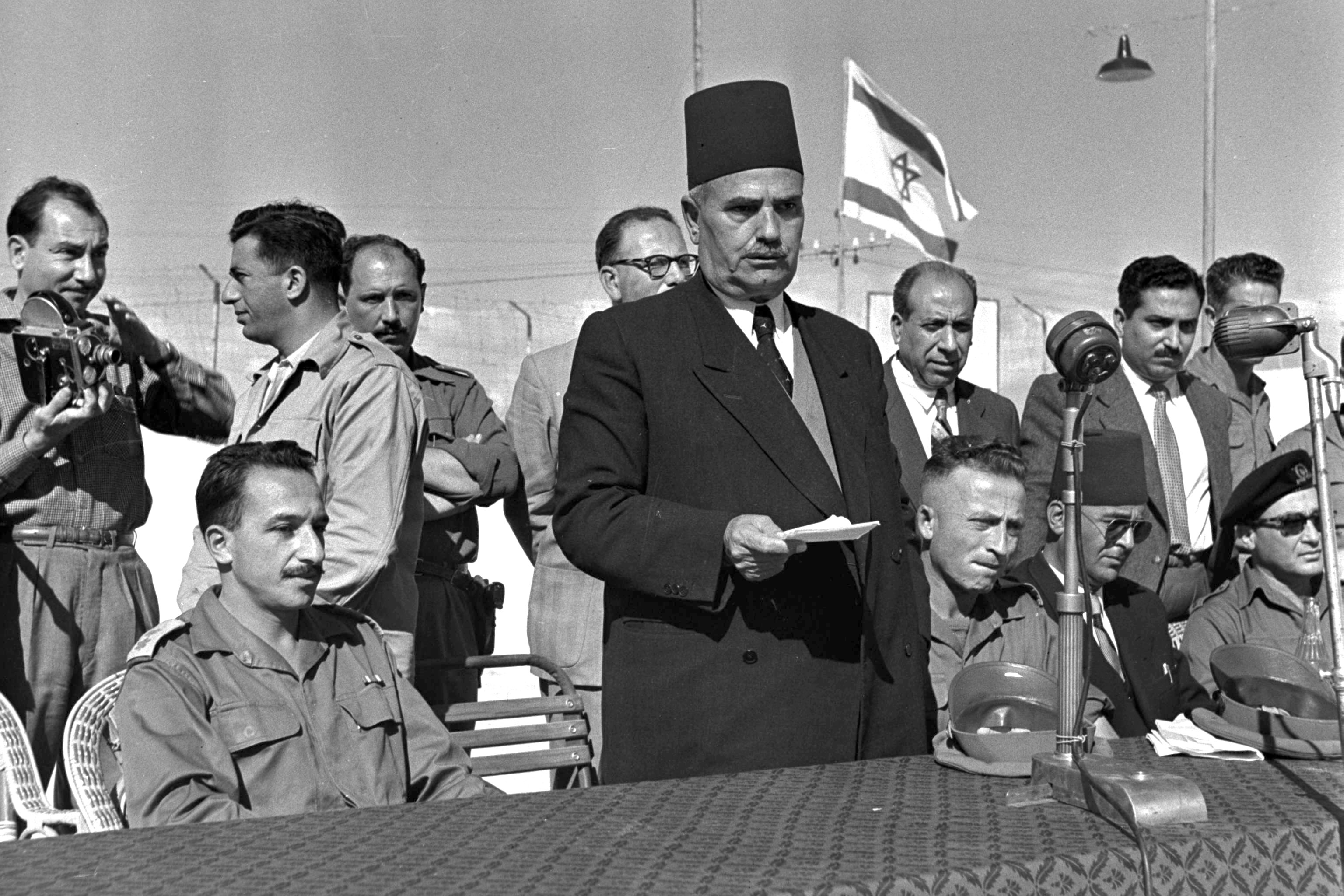
رئيس بلدية غزة المعين حديثًا، رشدي الشوا، يتحدث خلال حفل تنصيب المجلس البلدي في غزة، 26 نوفمبر 1956

سقطت الملكية في مصر في يونيو 1953، حيث تم إعلان جمهورية مصر محل المملكة المصرية. في عام 1956، قامت مصر بفرض حصار على خليج العقبة، وأعلنت تأميم على قناة السويس، ومنعت مرور السفن الإسرائيلية عبرها—مما شكّل تهديدًا للدولة الإسرائيلية الوليدة، وانتهاكًا لـاتفاقية القسطنطينية لعام 1888.[بحاجة لمصدر مستقل] وقد دعمت كل من فرنسا والمملكة المتحدة إسرائيل في موقفها بأن القناة يجب أن تظل مفتوحة أمام جميع الدول بموجب الاتفاقية.
في 29 أكتوبر 1956، غزت إسرائيل وفرنسا والمملكة المتحدة قطاع غزة وشبه جزيرة سيناء، لتبدأ بذلك العدوان الثلاثي (أو حرب السويس 1956). وتحت ضغط دولي، انسحبت القوات البريطانية والفرنسية قبل نهاية عام 1956، بينما انسحبت القوات الإسرائيلية من سيناء وغزة في مارس 1957.

## التاريخ

### الجمهورية العربية المتحدة (1958–1971)
في عام 1959، تم دمج قطاع غزة رسميًا ضمن الجمهورية العربية المتحدة، وهي اتحاد قصير الأمد بين مصر وسوريا. وفي سبتمبر 1961، انسحبت سوريا من الاتحاد، وأعادت تأسيس دولتها المستقلة. ومع ذلك، واصلت مصر استخدام اسم "الجمهورية العربية المتحدة" رسميًا حتى عام 1971، حيث أعادت اعتماد الاسم "جمهورية مصر العربية".

في عام 1962، أسست الحكومة في الجمهورية العربية المتحدة المجلس التشريعي الفلسطيني (برعاية مصرية), الذي تم انتخابه من قِبل السكان. وقد بدأ النص الدستوري الخاص به بما يلي:
قطاع غزة جزء لا يتجزأ من أرض فلسطين وشعبه جزء من الأمة العربية. ويشكل الفلسطينيون في قطاع غزة اتحادًا وطنيًا يضم جميع الفلسطينيين أينما وُجدوا، وهدفه العمل المشترك لاسترداد أراضي فلسطين المغتصبة، والمشاركة في تحقيق نداء القومية العربية. ويُنظم الاتحاد الوطني بمرسوم من الحاكم العام.
عندما تأسست منظمة التحرير الفلسطينية في عام 1964، أعلن جمال عبد الناصر أن المنظمة ستحظى بالسلطة على قطاع غزة، إلا أن هذه السلطة لم تُمنح فعليًا في الواقع. وفي العام التالي، تم فرض التجنيد الإجباري في صفوف جيش التحرير الفلسطيني.

#### زيارة جمال عبد الناصر لقطاع غزة
أجرى الرئيس المصري جمال عبد الناصر زيارة إلى قطاع غزة في عام 1959، وذلك خلال فترة الإدارة المصرية للقطاع. جاءت الزيارة في سياق سياسي إقليمي اتسم بتصاعد الاهتمام العربي بالقضية الفلسطينية، وضمن جهود مصر لتعزيز حضورها ودورها في الأراضي الفلسطينية.
شهدت الزيارة إلقاء عبد الناصر خطابًا جماهيريًا في مدينة غزة، عبّر فيه عن دعم مصر للقضية الفلسطينية، مشددًا على أهمية التضامن العربي في مواجهة التحديات الإقليمية. وقد استُقبل عبد الناصر بحضور شعبي واسع، واعتُبرت الزيارة في حينها دلالة على متانة العلاقة بين مصر وسكان القطاع. تُعد هذه الزيارة من أبرز الأحداث السياسية التي شهدها قطاع غزة في تلك الفترة، وقد أشار إليها مؤرخون وباحثون باعتبارها جزءًا من مسار السياسة المصرية في المنطقة، خصوصًا في ظل الظروف التي أعقبت نكبة عام 1948.

#### حرب 1967
في 5 يونيو 1967، وبعد أسابيع من قيام مصر بفرض حصار على مضيق تيران وقطع الملاحة الإسرائيلية، شنت إسرائيل هجومًا على مصر، معلنة بذلك بدء حرب الأيام الستة. وقد هزمت إسرائيل سريعًا الدول العربية المجاورة واحتلت قطاع غزة، إلى جانب الضفة الغربية وأراضٍ أخرى، منهية بذلك الإدارة المصرية للقطاع.

### اتفاقيات كامب ديفيد (1978)
في عام 1978، وقعت إسرائيل ومصر اتفاقيات كامب ديفيد التاريخية التي أنهت رسميًا الصراع بين البلدين. وقد نص الجزء الثاني من الاتفاقيات على وضع إطار لتأسيس حكم ذاتي في كل من الضفة الغربية وقطاع غزة. وبذلك، تخلّت جمهورية مصر العربية رسميًا عن أي مطالبات إقليمية بخصوص قطاع غزة.

### معاهدة السلام المصرية الإسرائيلية (1979)
في عام 1979، تم توقيع معاهدة السلام بين مصر وإسرائيل. أصبحت مصر أول دولة عربية تعترف بإسرائيل كدولة، ومنذ ذلك الحين تدعم مصر حل الدولتين، وتدعو إلى إقامة دولة فلسطينية مستقلة عاصمتها القدس الشرقية تشمل الضفة الغربية وقطاع غزة، اللتين تخضعان للاحتلال الإسرائيلي منذ حرب 1967.

## الاقتصاد والديموغرافيا
أدى تدفق أكثر من 200,000 لاجئ إلى غزة خلال حرب 1948 إلى تدهور كبير في مستوى المعيشة. ونظرًا لأن الحكومة المصرية قيدت حركة الدخول والخروج من قطاع غزة، لم يتمكن سكانه من البحث عن فرص عمل في أماكن أخرى. وفي عام 1955، أشار أحد المراقبين (وهو عضو في أمانة الأمم المتحدة) إلى أن "من الناحية العملية، يمكن القول إنه خلال السنوات الست الأخيرة، حُصر أكثر من 300,000 شخص يعيشون في فقر مدقع في غزة داخل منطقة لا تتعدى في حجمها مساحة حديقة مدينة كبيرة."

## وصلات خارجية
- ستوروبين، ديفيد (13 نوفمبر 2004). "الوضع القانوني للضفة الغربية، غزة والقدس الشرقية"، Global Politician
- قطاع غزة (خلفية)
- قطاع غزة (تاريخ)